# Liste der Kulturgüter in Wattwil
Die Liste der Kulturgüter in Wattwil enthält alle Objekte in der Gemeinde Wattwil im Kanton St. Gallen, die gemäss der Haager Konvention zum Schutz von Kulturgut bei bewaffneten Konflikten, dem Bundesgesetz vom 20. Juni 2014 über den Schutz der Kulturgüter bei bewaffneten Konflikten sowie der Verordnung vom 29. Oktober 2014 über den Schutz der Kulturgüter bei bewaffneten Konflikten unter Schutz stehen.
Objekte der Kategorie A sind im Gemeindegebiet nicht ausgewiesen, Objekte der Kategorie B sind vollständig in der Liste enthalten, Objekte der Kategorie C fehlen zurzeit (Stand: 1. Januar 2023).

## Kulturgüter
| Foto | | Objekt                                                              | Kat. | Typ | Standort                                  | Beschreibung |
| ---- | --- | ------------------------------------------------------------------- | ---- | --- | ----------------------------------------- | ------------ |
| BW   | Datei hochladen · Wikidata zu Panneregg, mittelalterlich-neuzeitliche Klosterruine (Q135668516)            | Panneregg, mittelalterlich-neuzeitliche Klosterruine KGS-Nr.: 01103 | B    | F   | 726080 / 239128                           |              |
| ja   | Datei hochladen · Wikidata zu Fabrikantenhaus (Q29786974)                                                  | Fabrikantenhaus (ehemaliges Altersheim Bunt) KGS-Nr.: 08403         | B    | G   | Wilerstrasse 77 724381 / 241597           |              |
| ja   | Datei hochladen · Wikidata zu Iberg, mittelalterliche Burgruine (Q691869)                                  | Iberg, mittelalterliche Burgruine KGS-Nr.: 08404                    | B    | F   | Iberg 747 724140 / 239800                 |              |
| ja   | Datei hochladen · Wikidata zu Geburtshaus Ulrich Bräker (Q29786975)                                        | Geburtshaus Ulrich Bräker KGS-Nr.: 08405                            | B    | G   | Näppis 1219 725490 / 236900               |              |
| ja   | Datei hochladen · Wikidata zu Kapuzinerinnenkloster Maria der Engel (17./18. Jh.), (Baugruppe) (Q29786978) | Kapuzinerinnenkloster Maria der Engel KGS-Nr.: 08406                | B    | G   | Kloster 1626–1632 724270 / 240260         |              |
| ja   | Datei hochladen · Wikidata zu Haus Steiner (Q29786983)                                                     | Haus Steiner KGS-Nr.: 08407                                         | B    | G   | Scheftenau 1246 725960 / 237060           |              |
| ja   | Datei hochladen · Wikidata zu Wohnhaus Quelle (Q29786984)                                                  | Wohnhaus Quelle KGS-Nr.: 10130                                      | B    | G   | Krinau, Mühle 65 722077 / 241980          |              |
| ja   | Datei hochladen · Wikidata zu Reformierte Kirche Krinau (Q29786979)                                        | Reformierte Kirche Krinau KGS-Nr.: 14034                            | B    | G   | Krinau, Bühl 78 722006 / 241962           |              |
| ja   | Datei hochladen · Wikidata zu Reformierte Kirche Wattwil (Q16292659)                                       | Reformierte Kirche Wattwil KGS-Nr.: 14091                           | B    | G   | Kirchenrain 1 724775 / 240589             |              |
| ja   | Datei hochladen · Wikidata zu Kantonsschule Wattwil (Q14757772)                                            | Kantonsschule KGS-Nr.: 14092                                        | B    | G   | Näppis-Ueli-Strasse 11 724677 / 240228    |              |
| ja   | Datei hochladen · Wikidata zu Bahnhof Wattwil (Q5847525)                                                   | Bahnhof Wattwil KGS-Nr.: 14093                                      | B    | G   | Bahnhofstrasse 16 724626 / 240041         |              |
| ja   | Datei hochladen · Wikidata zu Bahnhof Lichtensteig (Q29786970)                                             | Bahnhof Lichtensteig KGS-Nr.: 14094                                 | B    | G   | Bahnhof Lichtensteig 2274 724325 / 242272 |              |
| BW   | Datei hochladen · Wikidata zu Heberlein Casablanca (Q135666160)                                            | Heberlein Casablanca KGS-Nr.: 16718                                 | B    | G   | Bahnhofstrasse 32 724899 / 239818         |              |